# Crocidura wimmeri
Crocidura wimmeri — білозуба землерийка, яка зустрічається лише в Кот-д'Івуарі. Через втрату середовища існування та обмежений ареал він занесений до списку видів, що перебувають під загрозою зникнення.
Віднесення землерийок до видів є складним завданням через їхню фенотипову схожість, тому C. wimmeri вважався вимерлим з 1976 року до повторного відкриття в 2013 році. Точніше, видове багатство та різноманітність гризунів і землерийок у первинному лісі, вторинному лісі та болотах (Kadjo) були оцінені за допомогою пасток Шермана та Лонгворта, які є звичайними пастками, які використовуються для лову живих тварин. Цей вид часто важко ідентифікувати через велику фенотипову схожість землерийок. Дослідження вивчало різноманітність і поширення дрібних ссавців у національному парку Банко. Для дослідження було зібрано чотири особини бурозубкової землерийки, що перебуває під загрозою зникнення. Дослідники використовували регресійну модель Кокса, щоб визначити кількість помічених землерийок Віммера. Було виявлено, що землерийка Віммер була одним із найімовірніших ссавців, яких можна буде повторно відкрити.